# Allée Adolphe-Lafont
L'allée Adolphe-Lafont est une courte voie du quartier de Laënnec dans le 8e arrondissement de Lyon, en France.

## Situation
De par sa forme, d'abord escaliers au sud-ouest reliés à une boucle au nord-est, elle possède plusieurs accès et donne sur plusieurs rues adjacentes par de courts embranchements : rue Laënnec au sud-ouest, rues Volney et Victor-de-Laprade au nord, rue Guillaume-Paradin au nord-est et en contre-haut de la station de métro Laënnec à laquelle elle sert de parvis et montée Chaussagne à l'est. En son centre se trouve le square Lafont.

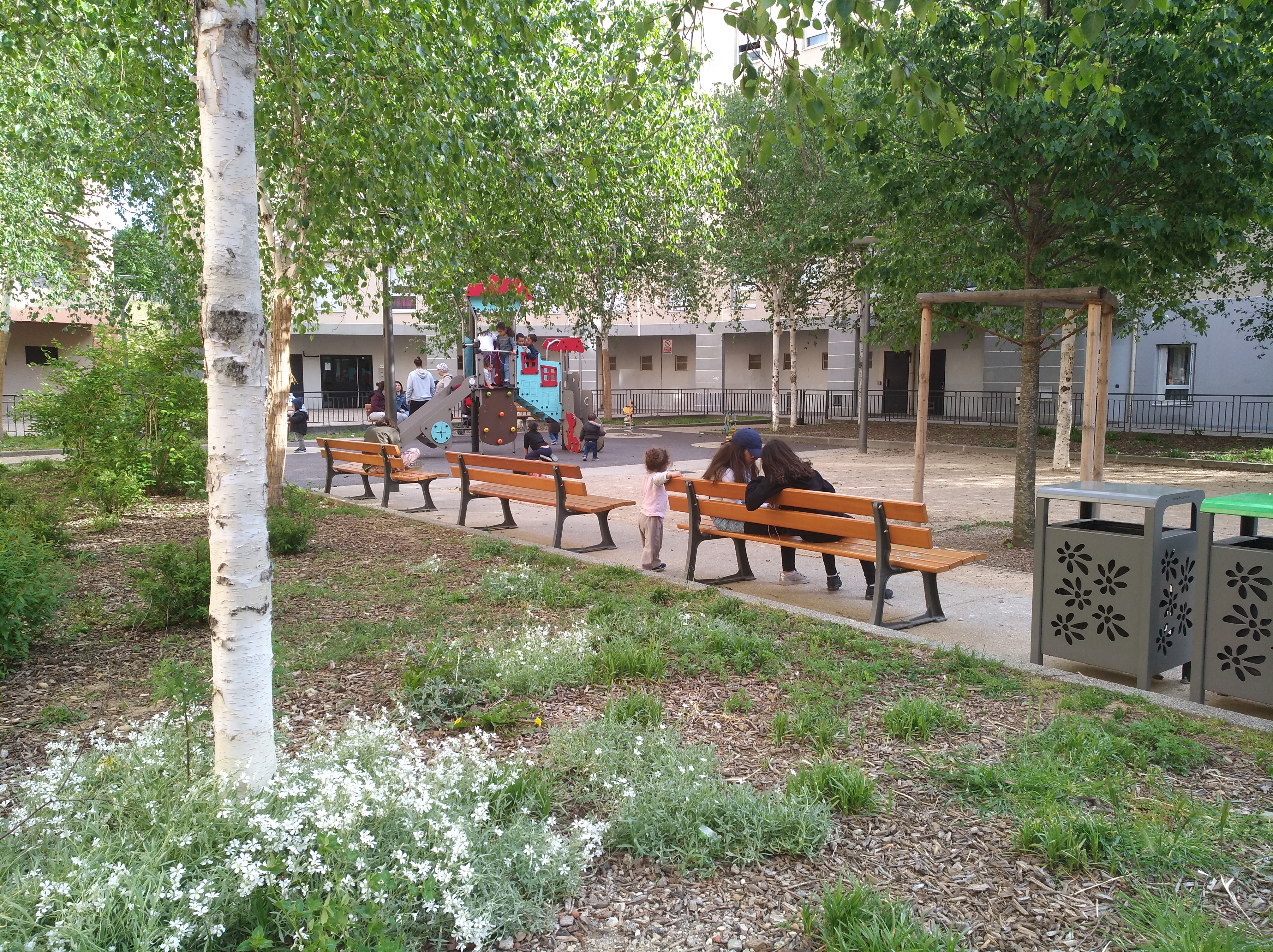
Le square Lafont en mai 2019.
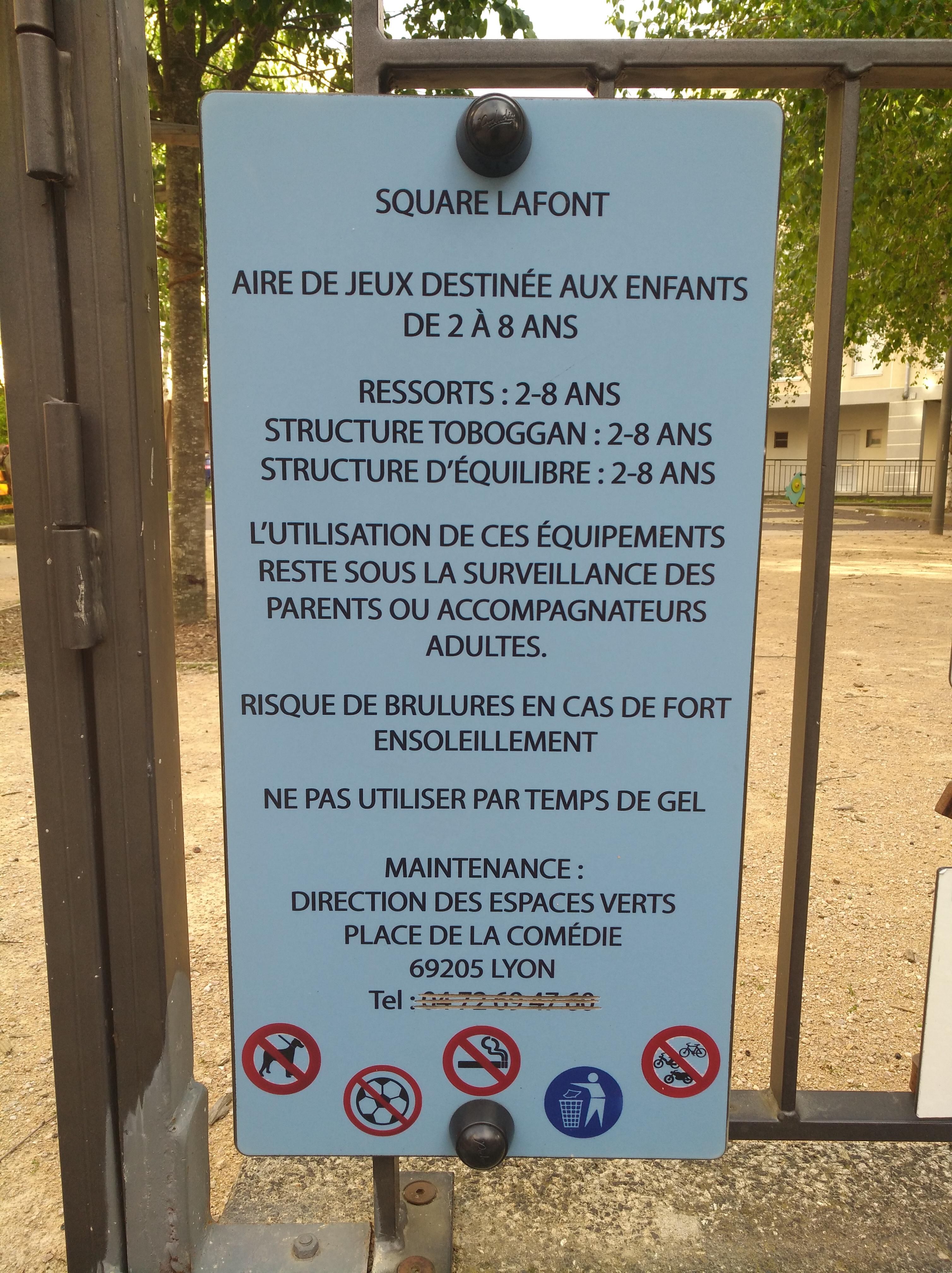
Panneau à l'entrée du square Lafont en mai 2019.

## Accessibilité
La rue est desservie par la station Laënnec de la ligne D du métro de Lyon et les lignes de bus    à l'arrêt A. Paré-Laënnec.

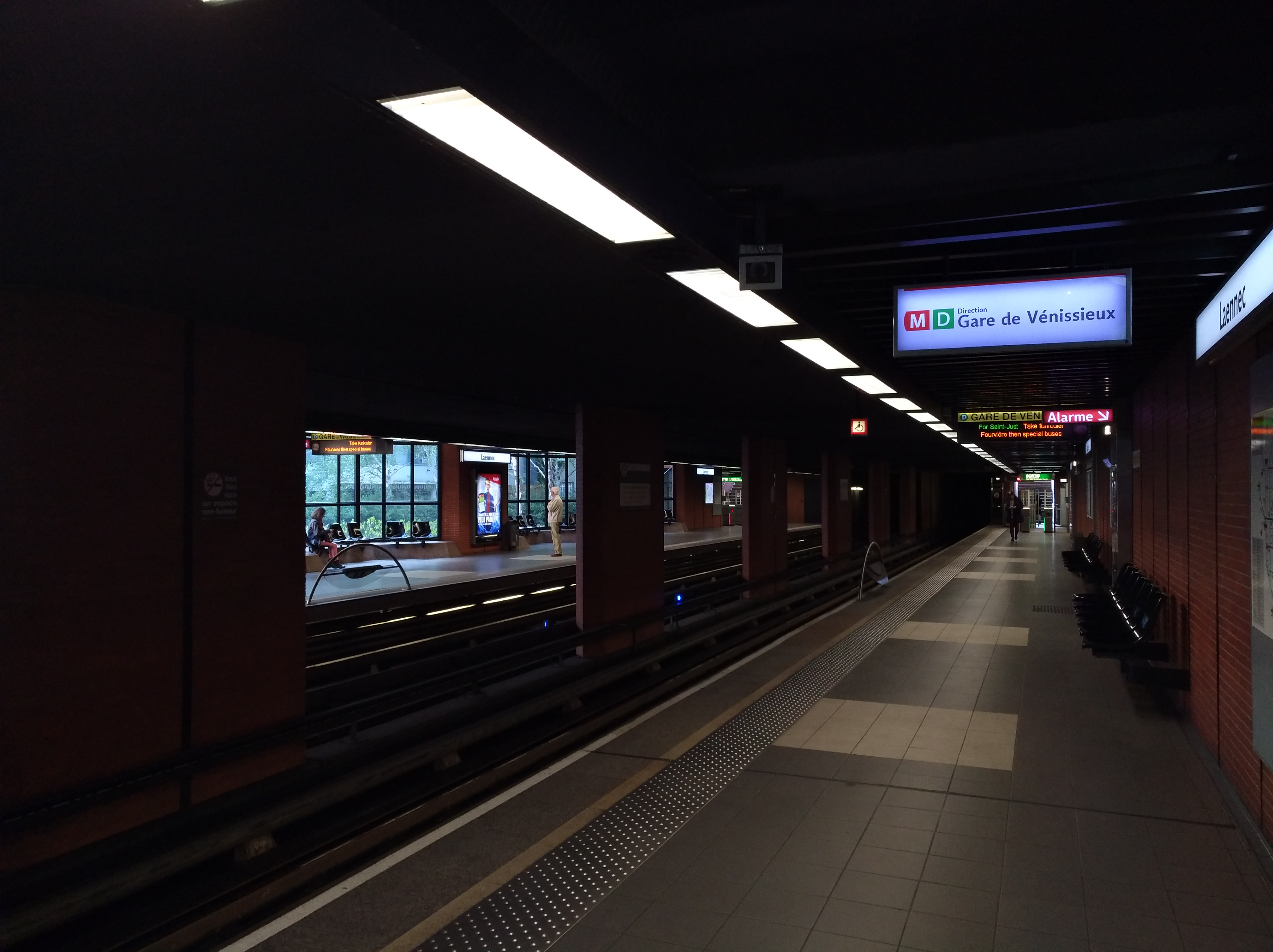
La station Laënnec du métro, donnant sur l'extérieur et le début de l'allée Adolphe-Lafont.
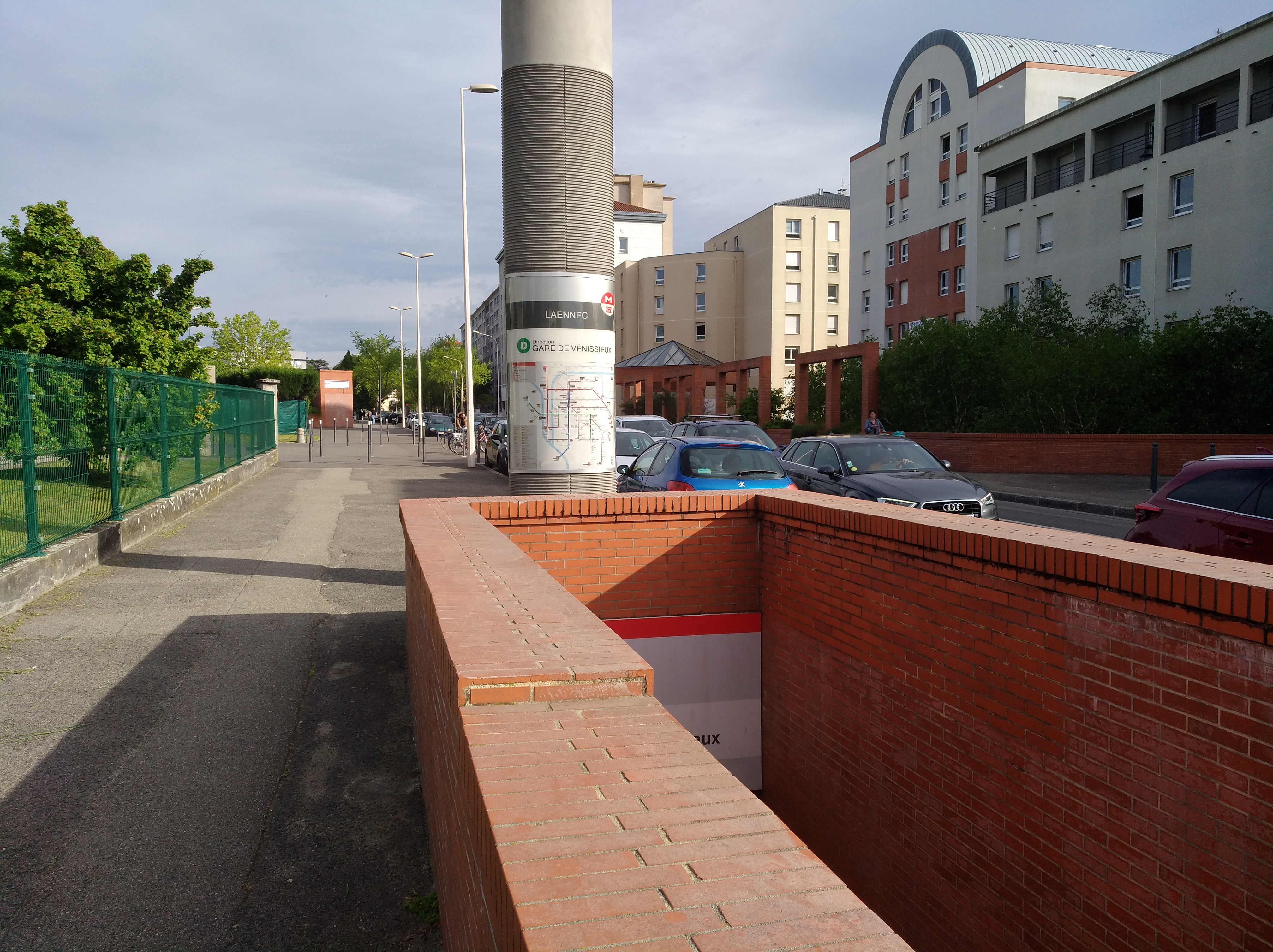
Vue extérieure de la station de métro. L'espace entre les deux immeubles, le premier au toit semi-cylindrique et celui situé à l'arrière correspond à l'allée.

## Odonymie
La rue porte le nom de l'industriel Adolphe Lafont (1870-1952), qui donna son nom à l'entreprise Adolphe Lafont, société spécialisée en vêtements professionnels, dont le grand-père, Louis Lafont inventa la salopette en 1844. C'est cette fameuse salopette Lafont qui fut popularisée par le comique Coluche qui arbora pour la première fois en 1974, un modèle à rayures bleues et blanches .

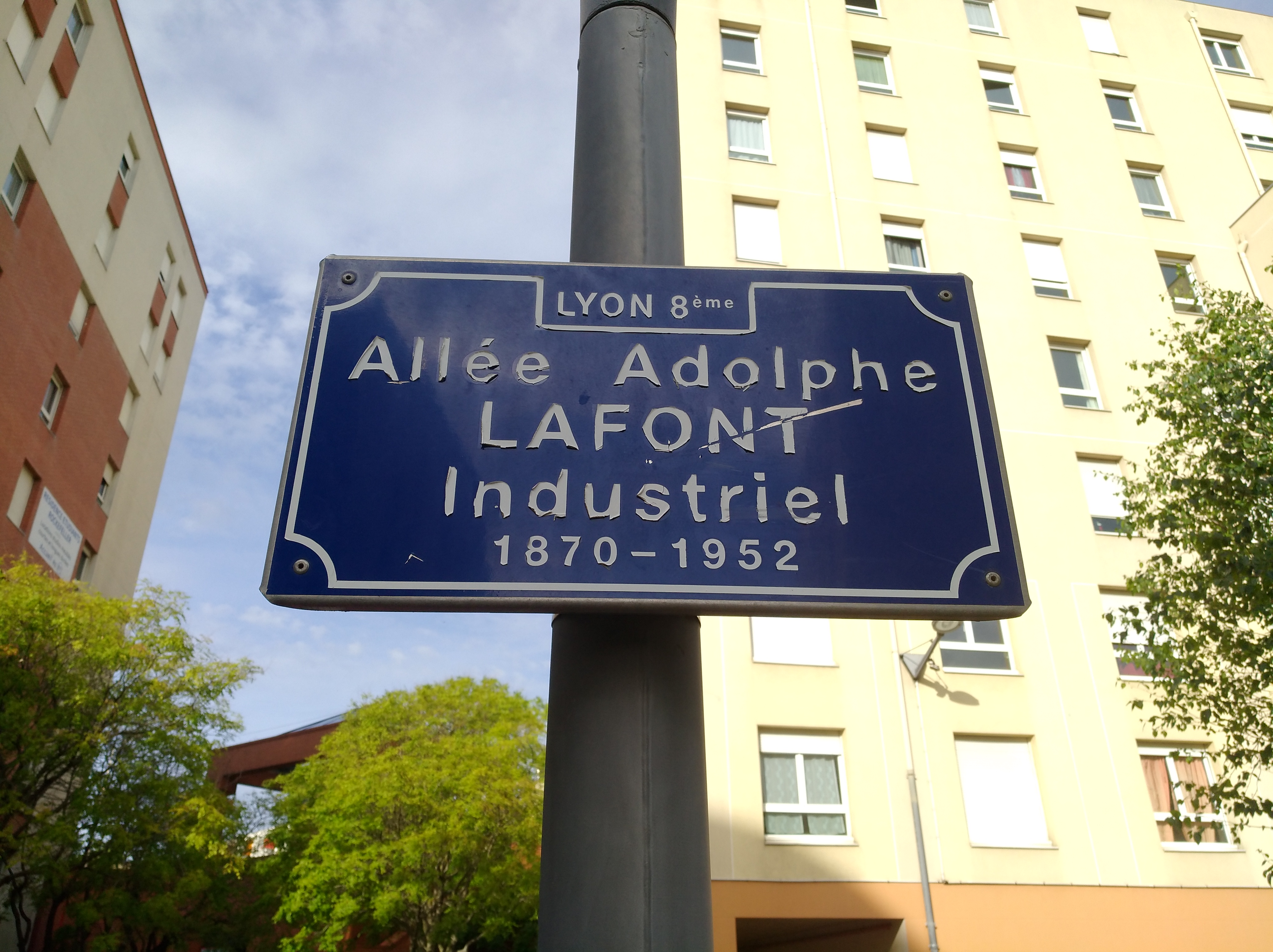
Plaque de rue en mai 2019.
Le logotype de l'entreprise Adolphe Lafont.
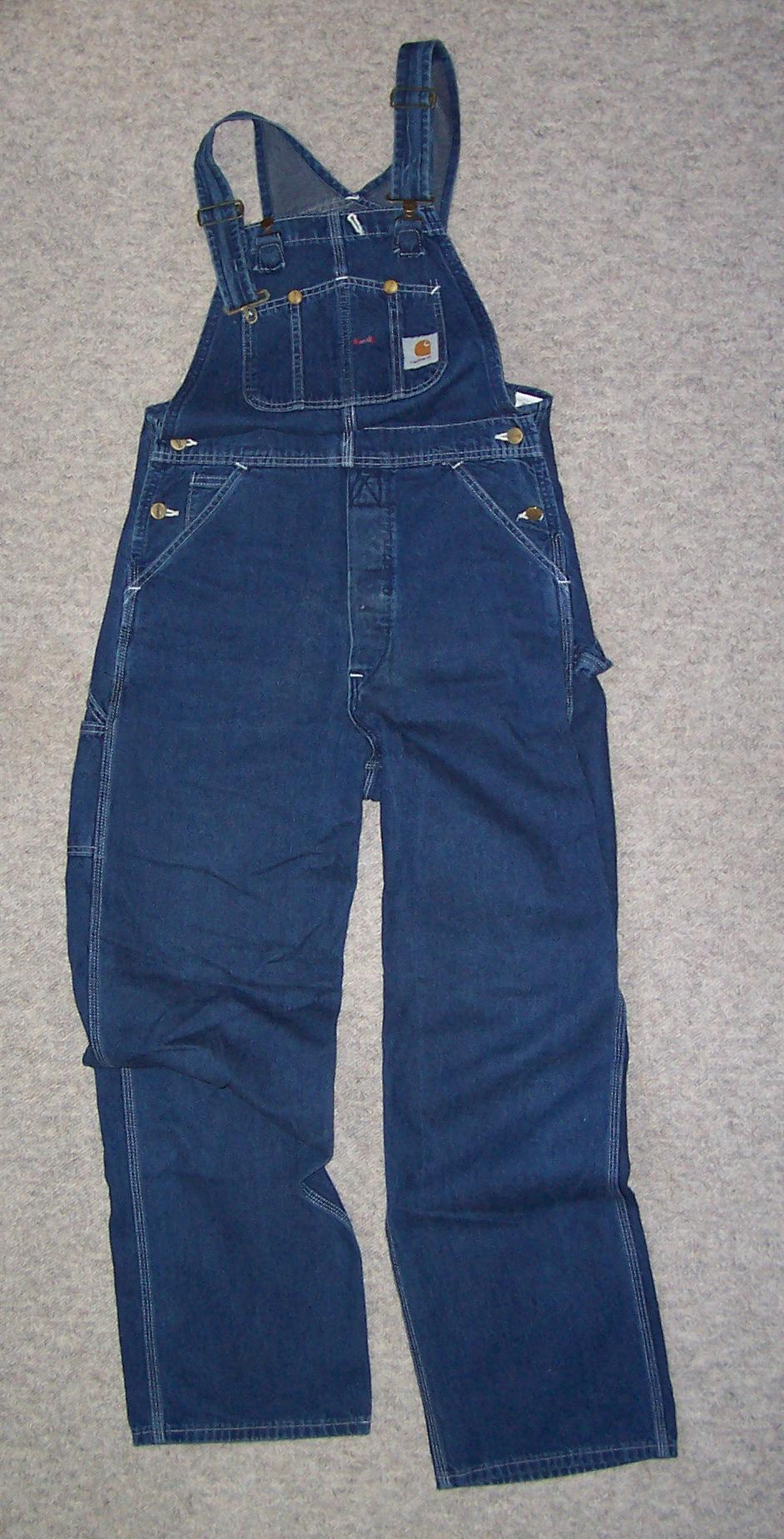
Une salopette en jean

## Historique
L'opération d'urbanisme autour de l'allée date de l'élaboration de la station de métro, œuvre de Dominique Bérard. Comme le constate le concepteur de la ligne D du métro, René Waldmann (1930-2017), la station s'ouvre en souterrain côté nord et au sud, « en plein jour, sur un vaste talus », qui n'est encore à l'époque de l'ouverture du tronçon oriental de la ligne en décembre 1992, qu'un terrain « où s'ébattaient les amateurs de motocross ».
C'est une voie nouvelle, un « mail piétonnier qui dessert la ZAC Ambroise-Paré », qui se voit attribuer le nom de « allée Henri-Adolphe-Lafont » ou plus simplement « allée Adolphe-Lafont », par délibération du conseil municipal du 5 juillet 1993.
Le projet de création de cette Zone d'aménagement concerté est signé le 16 juillet 1990, et a pour but de créer un nouveau quartier d'habitat, avec l'« aménagement d'un mail piétonnier reliant la station de métro au boulevard Ambroise Paré et de deux places publiques ». Pour autant, les différents éléments administratifs préparatoires datent, pour les premiers, de 1987. En raison de difficultés de commercialisation des lots, le projet est modifié en mai 1994.

## Description
Les immeubles bordant l'allée et ses embranchements sont officiellement situés aux numéros 79 à 85 de la rue Laënnec, comprenant les numéros 79 et 85 de part et d'autre de l'escalier qui rejoint la rue Laënnec, puis en montant, l'accès à l'esplanade centrale où se trouve le square Lafont présente côté nord les numéros 81 A à D, et au sud, les numéros 83 A à D. Aucun lieu n'a pour adresse officielle « allée Adolphe-Lafont ».

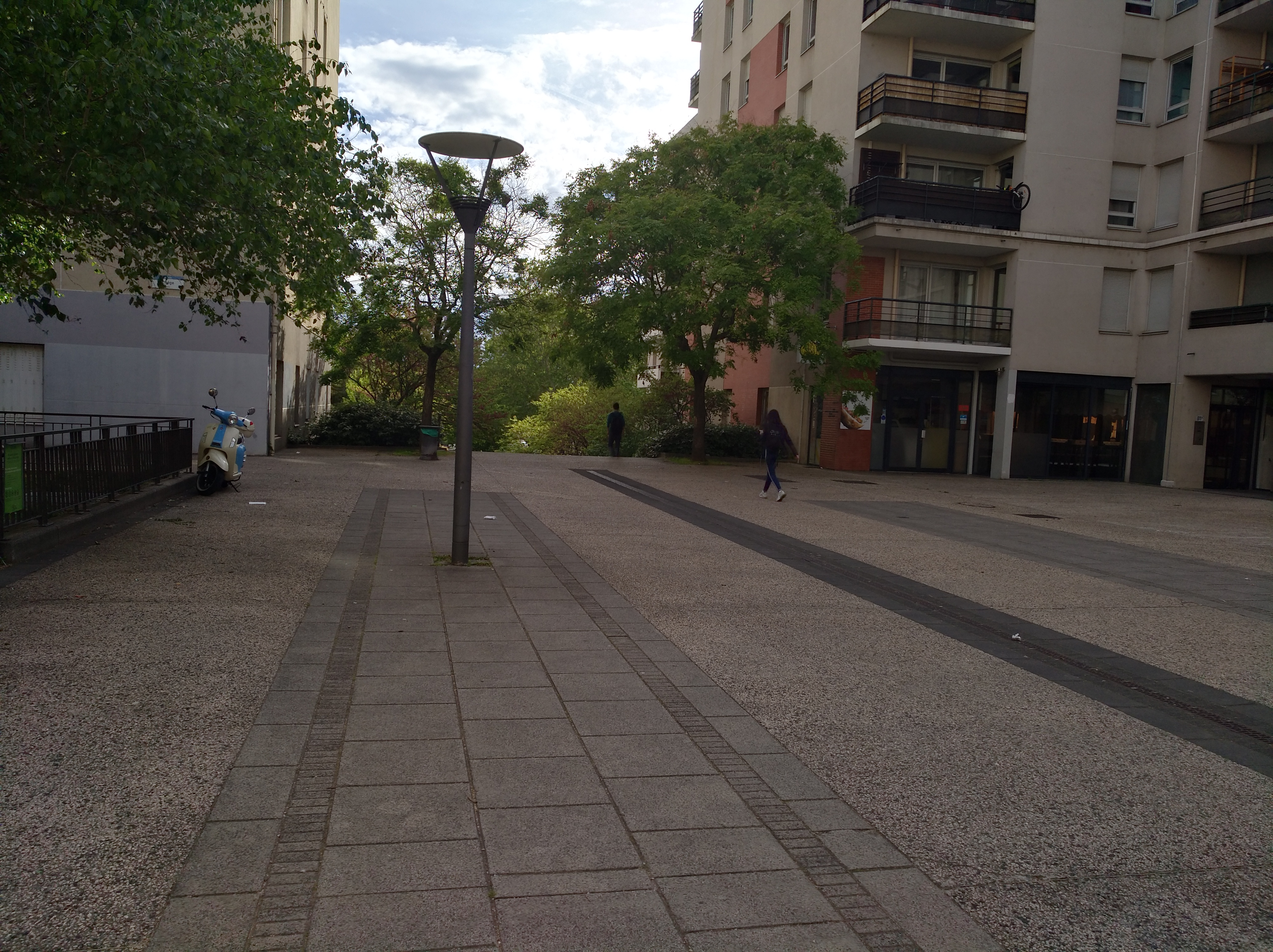
Les escaliers vers la rue Laënnec sont au centre de la photo. À droite, le numéro 81 A, rue Laënnec.
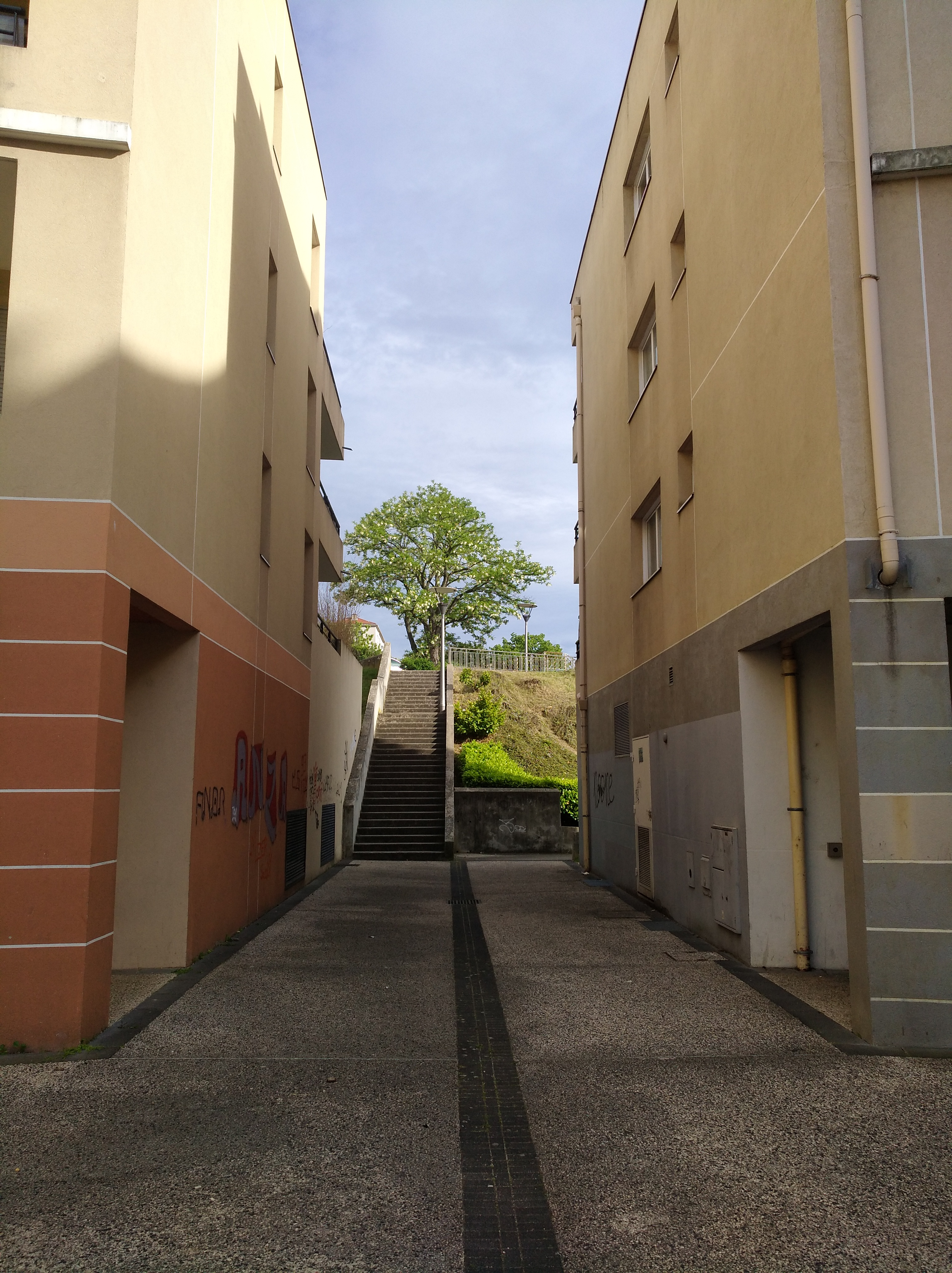
Les escaliers vers la montée Chaussagne, entre les numéros 83 B et C.